# Acid myristoleic
Acid myristoleic là một loại acid béo không bão hòa đơn, trong đó liên kết đôi ở vị trí 9-10 và có cấu hình Z. Loại chất này được chú ý vì tác dụng dinh dưỡng và có khả năng điều trị một số bệnh ở người.

## Danh xưng khác
Acid myristôlêic trong hoá học có nhiều tên đồng nghĩa:
- Acid 9-Tetradecenoic
- Acid (Z)-Tetradec-9-enoic
- 544-64-9
- Acid Cis-9-tetradecenoic
- Acid 9-Tetradecenoic
- Acid (Z)-Tetradec-9-enoic
- 544-64-9
- Acid cis-9-tetradecenoic
- Acid 9Z-tetradecenoic
- Acid (9Z)-tetradec-9-enoic
- Acid 9-Tetradecenoic, (9Z)-
- Acid (9Z)-Tetradecenoic
- Acid 9-Tetradecenoic, (Z)-

## Tổng quan
Acid myristôlêic thuộc loại acid béo không bão hòa đơn, omega-5 (ω-5), được tạo ra trong quá trình sinh tổng hợp axit myristic. Một trong những nguồn chính của acid béo này là dầu hạt từ thực vật thuộc họ Nhục đậu khấu (Myristicaceae). Nó cũng bao gồm 1,89% chất béo từ quả của loài sầu riêng Durio graveolens.
Phân tử acid myristoleic có 14 nguyên tử cacbon, nên được xếp vào nhóm acid béo chuỗi dài (LCA, từ 14 đến 18 nguyên tử cacbon).
- Acid myristôlêic ban đầu đã được phân lập từ loài Serenoa repens (thuộc họ Cau), sau đó được chú ý do có ích lợi nhất định, nhưng lại có thể gây độc cho tế bào vì có thể kích thích quá trình tế bào chết rụng (apoptosis) với vai trò là chất gây cảm ứng, chuyển hóa thực vật và chất ức chế EC 3.1.1.1 (carboxylesterase).
- Độc tính tế bào của loại axit này có thể được sử dụng để điều trị ung thư tuyến tiền liệt LNCaP.[3][4]
- Trong cơ thể người, nó được sinh tổng hợp từ acid myristic nhờ xúc tác của enzym Stearoyl-CoA desaturase-1, nhưng nó không phổ biến trong tự nhiên.[5]
- Một trong những nguồn chính cung cấp loại acid béo này - ngoài cây Serenoa repens - là dầu ép từ hạt của các cây họ Myristicaceae (Nhục đậu khấu), bao gồm tới 30% dầu trong một số loài.[6] Loại acid béo này chiếm 1,89% chất béo từ quả của một loài cẩm quỳ là Durio graveolens.[7]

## Thuộc tính hoá học
| PubChem CID: | 5281119 |

Công thức tổng quát: C14H26O2.
Khối lượng phân tử: 226.355 g/mol.
Loại acid tetradecenoic có chuỗi dài, chiếm khoảng 0,3 - 0,7% tổng thành phần acid béo của triglyxêrit trong mô mỡ ở người. (PMID 10393134).

### Một số thuộc tính khác[1]
| Tên thuộc tính                                           | Giá trị         |
| -------------------------------------------------------- | --------------- |
| XLogP3                                                   | 5.1             |
| Số liên kết hydro cho (Hydrogen Bond Donor Count)        | 1               |
| Số liên kết hydro nhận (Hydrogen Bond Acceptor Count)    | 2               |
| Số liên kết có thể xoay (Rotatable Bond Count)           | 11              |
| Khối lượng phân tử chính xác (Exact Mass)                | 226.19328 g/mol |
| Khối lượng của đồng vị đơn (Monoisotopic Mass)           | 226.19328 g/mol |
| Diện tích vùng cấu trúc (Topological Polar Surface Area) | 37.3 A^2        |
| Số nguyên tử nặng (Heavy Atom Count)                     | 16              |
| Độ phức (Complexity)                                     | 185             |
| Defined Bond Stereocenter Count                          | 1               |
| Covalently-Bonded Unit Count                             | 1               |
| Compound Is Canonicalized                                | Có              |